# Najmilszy ze złodziei
Najmilszy ze złodziei – polska, czarno-biała, krótkometrażowa, niema komedia z roku 1913 w reżyserii Zygmunta Wesołowskiego, oparty na noweli Kornela Makuszyńskiego o tym samym tytule. W filmie wystąpił sam reżyser.

## Obsada
- Adolf Stanisław Poleński - Józef Karczoch, złodziej
- Maria Olska - żona
- Zygmunt Wesołowski - mąż